# 伊吹迪人
伊吹 迪人（いぶき みちと、1938年7月5日 - 2006年1月14日）は、日本の官僚。

## 経歴
- 滋賀県立虎姫高等学校卒業
- 1961年 東京大学教養学部卒業、同大学院修了
- 1964年 通商産業省入省、通商局国際経済課属
同期は渡辺修、細川恒、大角恒生（人事院公平局長）、神戸史雄（官房審議官）、新関勝郎（中小企業庁次長、情報処理振興事業協会専務理事在任中1996年4月逝去）、奈須俊和（IEA緊急時システム局長在任中1990年5月逝去）、糟谷晃（通産省通商政策局経済協力部長在任中1990年2月逝去）、伊藤（蒲）よし子（夭折）など
- 行政官在外研究員制度第一期生[1]としてフランス国立行政学院（エナ）留学[2]。仏留学組は他に瀧川哲男（沖縄開発事務次官、大蔵官僚）など
- 大阪万博管理官付総括係長
- 資源エネルギー庁公益事業部ガス事業課長。
- 1978年 日本貿易振興機構パリ事務所産業調査員
- 1981年 内閣審議室内閣審議官（中曽根内閣後藤田正晴内閣官房長官）[3]
- 1983年 立地公害局公害防止企画課長[4]
- 1985年 近畿通産局総務部長
- 1988年 通商政策局国際経済課長
- 1988年 通産研究所研究部長兼同所次長
- 1989年1月1日 通商産業省大臣官房付
- 日本エネルギー経済研究所理事、ジェトロ・国際貿易投資研究所参与など
- 2006年1月14日 死去。享年67歳